# ليوبولد فاغنر
ليوبولد فاغنر (بالألمانية: Leopold Wagner)‏ هو سياسي نمساوي، ولد في 4 ديسمبر 1927 في كلاغنفورت في النمسا، وتوفي بنفس المكان في 26 سبتمبر 2008. حزبياً، نشط في الحزب الديمقراطي الاجتماعي النمساوي. وقد انتخب governor of Carinthia ‏ (1974 – 1988) وانتخب عضو المجلس الاتحادي النمساوي (30 مارس 1966 – 20 مارس 1970).

## روابط خارجية
- ليوبولد فاغنر على موقع مونزينجر (الألمانية)